# Андреа Дрюс
Андреа Керрі Дрюс (народилася 25 грудня 1993) — американська волейболістка, діагональний нападник. Чемпіонка і віцечемпіонка Олімпійських ігор. Триразова переможниця Ліги націй.

## Клуби
| Роки      | Клуби                    |
| --------- | ------------------------ |
| 2015—2016 | «Indias de Mayagüez»     |
| 2016—2017 | «Кріольяс де Кагуас»     |
| 2017—2018 | «Леньяно»                |
| 2017—2018 | «Помі» (Казальмаджоре)   |
| 2018—2019 | «Бейликдюзю» (Стамбул)   |
| 2019—2022 | «Джі-Ті Марвелз» (Осака) |
| 2022—2023 | «Валлефолья»             |
| 2023—2024 | «Джі-Ті Марвелз» (Осака) |
| 2024—     | «Медісон»                |

## Досягнення
Олімпійські ігри
- Перше місце (1): 2021
- Друге місце (1): 2024

Ліга націй
- Перше місце (3): 2018, 2019, 2021

Великий кубок чемпіонів світу
- Третє місце (1): 2017

Кубок світу
- Друге місце (1): 2019

Панамериканський кубок
- Перше місце (1): 2017

Кубок США
- Перше місце (2): 2017, 2022

## Статистика
Статистика виступів на Олімпійських іграх:
| Рік  | Турнір           | Ігри | Сети | Очки | Ср.  | Місце | Примітки |
| ---- | ---------------- | ---- | ---- | ---- | ---- | ----- | -------- |
| 2021 | Олімпійські ігри | 7    | 19   | 89   | 4,68 | 1     |          |
| 2024 | Олімпійські ігри | 6    | 24   | 97   | 4,04 | 2     |          |

Статистика виступів у Кубку ЄКВ:
| Сезон   | Клуб   | Турнір    | Ігри | Сети | Очки | Ср.  | Примітки |
| ------- | ------ | --------- | ---- | ---- | ---- | ---- | -------- |
| 2016/17 | «Помі» | Кубок ЄКВ | 4    | 13   | 61   | 4,69 |          |

## Галерея

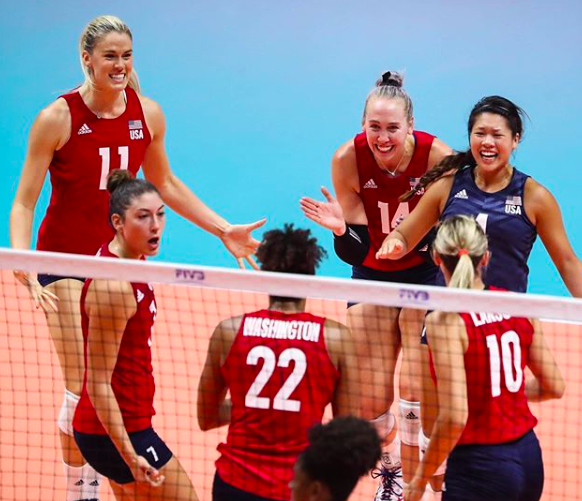
Збірна США на чемпіонаті світу 2019:
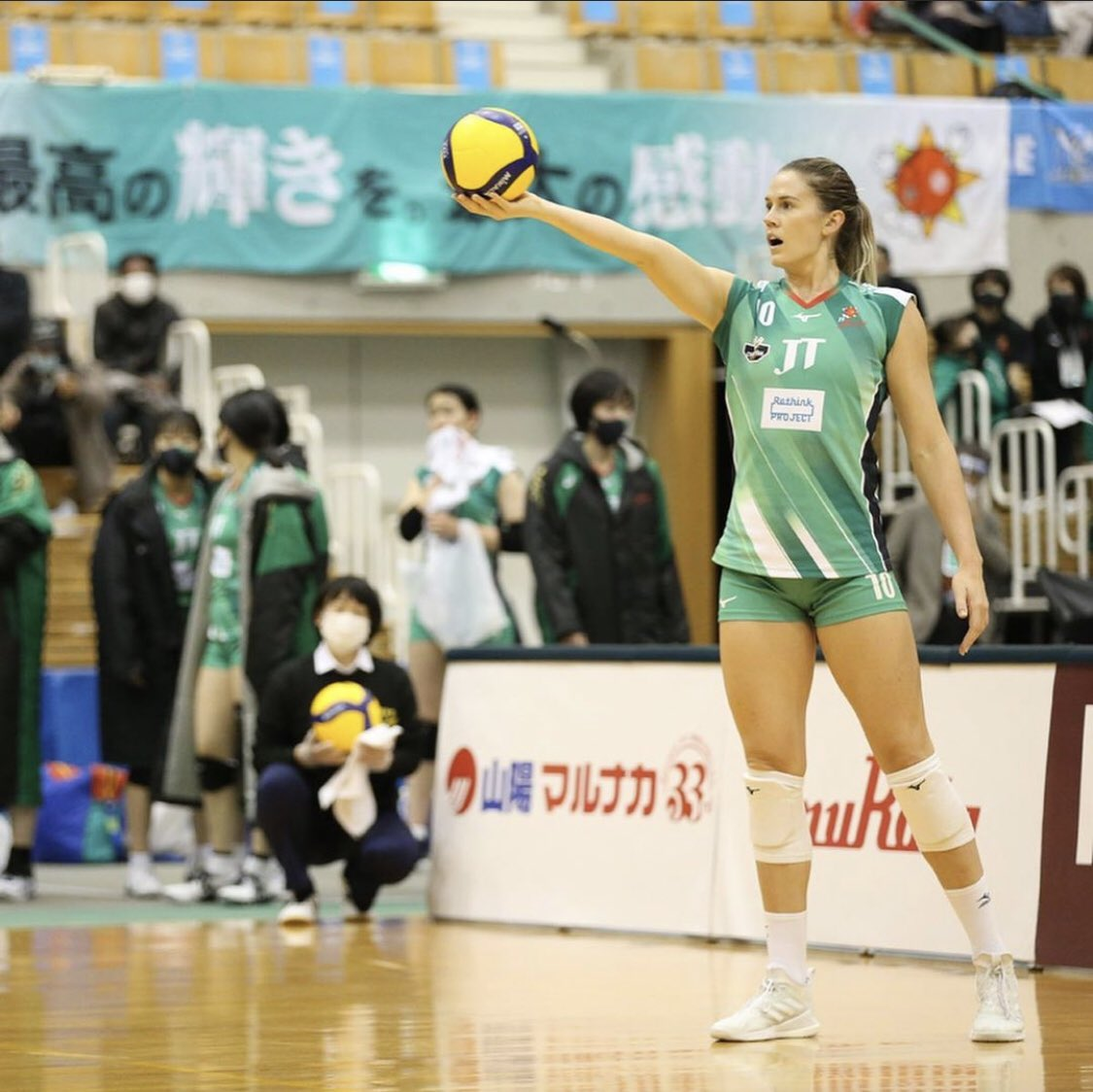
У складі команди з Осаки (сезон 2020/21)